# Lijst van hogeronderwijsinstellingen in Finland
Hieronder een (incomplete) lijst van de hogeronderwijsinstellingen in Finland, gesorteerd naar provincie. In de provincie/autonome eilandengroep Åland is er geen hoger onderwijs. Finland heeft 14 universiteiten en 23 Universities of Applied Sciences.

## Zuid-Finland
- Aalto-universiteit (Helsinki)
- Handelshogeschool Helsinki (Helsinki)
- Hogeschool voor Kunst en Design (Helsinki)
- Kunstacademie Helsinki (Helsinki)
- Nationale Verdedigingsschool (Helsinki)
- Sibeliusacademie (Helsinki)
- Technische Universiteit Helsinki (Espoo)
- Technische Universiteit Lappeenranta (Lappeenranta)
- Theateracademie Helsinki (Helsinki)
- Universiteit van Helsinki (Helsinki)
- Zweedse Handelshogeschool (Helsinki)

## West-Finland
- Åbo Akademi (Turku)
- Handelshogeschool Turku (Turku)
- Technische Universiteit Tampere (Tampere)
- Universiteit Jyväskylä (Jyväskylä)
- Universiteit Tampere (Tampere)
- Universiteit van Vaasa (Vaasa)
- Universiteit van Turku (Turku)
- Zweedse Handelshogeschool (Vaasa)

## Oost-Finland
- Hogeschool van Karelië (Joensuu)
- Sibeliusacademie (Kuopio)
- Universiteit van Oost-Finland (Joensuu), (Kuopio), (Savonlinna)

## Oulu
- Universiteit Oulu (Oulu)

## Lapland
- Universiteit van Lapland (Rovaniemi)

Universiteit: Aalto-universiteit · Åbo Akademi · Universiteit van Helsinki · Universiteit van Jyväskylä · Universiteit van Lapland · Universiteit van Oost-Finland · Universiteit Oulu · Universiteit Tampere · Universiteit van Turku · Universiteit van Vaasa

Technische universiteit: Technische Universiteit Lappeenranta · Technische Universiteit Tampere

Overige: Universiteit voor de Kunsten